# Església Ortodoxa Russa
L'Església Ortodoxa Russa (rus: Русская православная церковь Rússkaia pravoslàvnaia tsérkov) és una de les esglésies autocèfales integrades en la comunió ortodoxa, sota la jurisdicció del patriarcat de Moscou (rus: Московский патриархат), i se li estimen uns 90 milions de membres.

## Història

### Orígens
La comunitat cristiana que es va convertir en l'actual Església Ortodoxa Russa va ser fundada per l'apòstol Andreu, que es creu que va visitar Regió d'Escítia i les colònies gregues de la costa nord del mar Negre. Segons una de les llegendes, Andrew va arribar a la futura ubicació de Kíev i va predir la fundació d'una gran ciutat cristiana. El lloc on hauria erigit una creu ara està marcat per la catedral de Sant Andreu. A finals del primer mil·lenni, les terres eslaves orientals van començar a estar sota la influència cultural de l'Imperi Romà d'Orient. El 863-69, els monjos romans d'Orient Ciril i Metodi van traduir per primera vegada parts de la Bíblia a la llengua eslava de l'antiga església, obrint el camí a la cristianització dels eslaus i els pobles eslavitzats de l'Europa de l'Est, els Balcans, el nord de Rússia, el sud de Rússia i la Rússia central.
Aparentment, el cristianisme va ser introduït a la Rus de Kiev pels missioners romans d'Orient al segle ix, i el primer bisbe cristià fou enviat a Novgorod des de Constantinoble pel patriarca Foci o pel patriarca Ignasi de Constantinoble cap al 866 o 867, i existia una comunitat cristiana organitzada a Kíev en la primera meitat del segle x.
Olga de Kíev, la regent de Kíev, va ser batejada a Constantinoble en 957, i en 988, el príncep Vladímir I de Kíev adoptà oficialment el cristianisme de l'Imperi Romà d'Orient com la religió estatal de la Rus de Kíev, el primer imperi eslau oriental. És per això que aquesta data ha estat considerada l'aniversari oficial de la fundació de l'Església ortodoxa russa, i el motiu pel qual localitza la seva successió apostòlica a través del patriarcat de Constantinoble. Tot i així, també es considera fundador de l'Església l'apòstol Andreu, perquè va predir 400 anys abans, a la ubicació de l'actual Kíev, la fundació d'una important ciutat cristiana, durant els seus viatges a les colònies gregues i a les terres dels escites.

### Gran Cisma d'Orient
Els afers religiosos, però, es tornaren especialment delicats pel que fa a les relacions amb l'Església de Roma. La ruptura definitiva es va consumar el 1054, amb motiu d'una disputa sobre el text del credo, en el qual els teòlegs llatins havien inclòs la clàusula filioque, significant així, en contra de la tradició de les esglésies orientals, que l'Esperit Sant procedia no solament del Pare, sinó també del Fill. Hi havia també desacord en molts altres temes menors, i en el fons també es discutia la primacia entre les dues antigues capitals de l'imperi. Aquest trencament es coneix amb el nom del Gran Cisma d'Orient i va donar lloc al Cristianisme ortodox.

### Sant Sergi i la reforma monàstica
Arran de la Invasió mongola de Rússia, l'Església russa va ser fonamental en la supervivència i la vida de l'estat rus. Tot i els assassinats per motius polítics de Miquel de Txernígov i Miquel de Tver, els mongols eren generalment tolerants i, fins i tot, concediren a l'Església exempció tributària. Figures com Sergi de Ràdonej i el metropolità Alexis ajudaren el país a suportar els anys d'opressió dels tàtars.
La reforma monàstica de sant Sergi, que va culminar en la fundació del monestir de la Santíssima Trinitat i Sant Sergi, prop de Moscou, va ser un dels esdeveniments decisius de la història de la Rússia medieval. El monestir va esdevenir l'escenari d'un esclat artístic sense precedents, amb un sentit transcendent i espiritual, com l'obra d'Andrei Rublev, entre d'altres. Els seguidors de Sergi fundaren quatre-cents monestirs, ampliant així l'abast geogràfic de la seva influència i autoritat.
El ressorgiment espiritual de finals del segle xiv, associat amb el nom de sant Sergi, el missioner Esteve de Perm i l'escriptor Epifani el Savi, van contribuir a la consolidació de la nació russa. L'historiador Lev Gumiliov ha observat per exemplifica-ho, que havent rebut la benedicció de sant Sergi, els suzdalians, vladimirians, rostovians i pskovians van anar a la batalla de Kulikovo com a representants dels seus principats, però després de la victòria van tornar com a russos, tot i que vivien en ciutats diferents".

### Autocefàlia
Al concili de Florència (1439), els catòlics romans i ortodoxos orientals líders de l'Església van acordar els termes de la reunificació de les dues branques de la cristiandat. El rus Basili II, príncep de Moscou, però, va rebutjar les concessions a l'Església catòlica i va prohibir la proclamació dels actes del consell, a Rússia, el 1452, després d'una breu reunió d'Est-Oest. El metropolità Isidor va ser en el mateix any expulsat de la seva posició com un apòstata 
Després de rebutjar l'intent d'unió amb el catolicisme romà d'Isidor de Kíev, el 1439 al concili de Florència, es produí un trencament amb Constantinoble, que culminà el 1448 amb la proclamació de Jonàs de Razan com a metropolità de Kíev i de tota Rússia.
Ivan III de Moscou es considerava hereu de l'Imperi Romà d'Orient després de la caiguda de Constantinoble en mans de l'Imperi Otomà en 1453 i defensor de l'Església Ortodoxa, i en tant que la majoria de la població del ducat fora de la mateixa Lituània era ortodoxa, tot i que les elits es convertien gradualment al catolicisme, les tensions religioses van anar augmentar fins esclatar les guerres moscovito-lituanes amb el Gran Ducat de Moscou de 1492–1494, 1500–1503, 1507–1508, 1512–1522 i 1534–1537, però malgrat les tensions, la unió es mantingués intacta, amb l'absorció de l'Orde Livonià en 1561, que es va secularitzar i transformar en el Ducat de Curlàndia i Semigàlia Al llarg de les guerres, particularment al segle xvi, els moscovites van expandir el seu domini cap a l'oest, prenent el control de molts principats als lituans.
L'autocefàlia russa, que de vegades s'ha descrit com la tercera Roma, no va ser confirmada com a patriarcal per Constantinoble fins al 1589, quan Jeremies II formalitzà el metropolità Job com a primer patriarca de Moscou i de tota Rússia.

### Reforma de Nikon i cisma intern
El patriarca Nicó va iniciar el 1654, va iniciar una reforma per restablir la coherència entre les pràctiques litúrgiques de l'Església grega i russa. Un considerable sector de l'Església rebutjà les reformes, en un moviment conegut com a Raskol (del rus: раскол, 'cisma'), escissió conservadora d'una moral estricta, de la prohibició contundent de l'alcohol i del tabac, i de la prohibició de rasurar la barba,que originà l'Església dels Vells Creients. Per confirmar les reformes, va ser convocat un Sobor en 1666, que va aprovar e les reformes, que anaven acompanyades d'una major subordinació de l'Església a l'estat. La dura repressió no eliminà l'oposició, que s'anà disgregant en múltiples sectes, entre les quals destaquen els popovcy i els bezpopovcy, que continuen en el cisma i consideren l'Església russa com l'anticrist.

### Unió Soviètica
La gran majoria de la població de l'Imperi rus era, en el moment de la revolució, creients religiosos, mentre que els comunistes pretenien trencar el poder de totes les institucions religioses i, finalment, substituir les creences religioses per l'ateisme. Sota la doctrina de l'ateisme estatal a la Unió Soviètica, hi havia un "programa de conversió a l'ateisme patrocinat pel govern" dirigit pels comunistes. Tot i que la majoria de les religions organitzades mai van ser prohibides, es van confiscar els béns religiosos, van assetjar els creients i es va ridiculitzar la religió mentre es propagava l'ateisme a les escoles. Les expressions personals de fe religiosa no es van prohibir de cap manera en privat, però les estructures oficials de govern i els mitjans de comunicació massius van imposar-los un fort sentiment d’estigma social i, generalment, es considerava inacceptable per a membres de determinades professions governamentals ser obertament religiosos i antiseculars. El 29 de juliol de 1927 publicà la seva famosa Declaració, on professava l'absoluta lleialtat de l'Església Ortodoxa Russa a la Unió Soviètica i als interessos del seu govern, aixecà immediatament una controvèrsia immediata entre els eclesiàstics russos, molts dels quals (incloent diversos bisbes notables i respectats que es trobaven a la presó o a l'exili) trencaren la comunió amb Sergi, escindint la Església Ortodoxa Russa a l'Exili.
Des de finals de la dècada de 1980, sota Mikhail Gorbatxov, la glasnost va establir noves llibertats polítiques i socials que van provocar que molts edificis fossin retornats a l'església per ser restaurats pels feligresos locals. El 1988, aniversari mil·lenari de la cristianització de la Rus de Kíev es van celebrar grans celebracions amb suport del govern a Moscou i altres ciutats, es van reobrir moltes esglésies antigues i alguns monestirs. Finalment es va aixecar la prohibició implícita de propaganda religiosa a la televisió estatal i per primera vegada en la història de la Unió Soviètica, la gent podia veure transmissions en directe de serveis religiosos a la televisió.

### Reunió de 2007
L'Església Ortodoxa Russa a l'Exili i l'Església Ortodoxa Russa del Patriarcat de Moscou es van reunir de nou sota el patriarcat de Moscou el 17 de maig de 2007, que per a l'església ortodoxa oriental d'aquell any era la festa de l'Ascensió de Crist.